# Β-lactam
En β-lactam ring er en heterocyklisk forbindelse. Den består af en 4-leddet ring med tre kulstofatomer, hvoraf det ene er et carbonylkulstof, og et kvælstofatom ved siden af carbonylkulstofatomet. β-lactam ringen er således et cyklisk amid.
Det græske bogstav, β (beta), står for det kulstofatom hvorpå nitrogenatomet er bundet til, relativt til carbonylkulstoffet.
β-lactam ringe indgår i mange kemiske forbindelser, hvoraf det vigtigste eksempel nok er de såkaldte β-lactamantibiotika som omfatter de forskellige penicilliner.